# بیمارستان امام خمینی (زابل)
بیمارستان امام خمینی بیمارستانی است درمانی واقع در شهر زابل، استان سیستان و بلوچستان وابسته به دانشگاه علوم پزشکی زابل است. این بیمارستان در سال ۴۹ زیر نظر شیر و خورشید سابق افتتاح شد.